# Botkyrka HC
Botkyrka HC, var en ishockeyklubb i Botkyrka i Stockholms södra förorter. Klubben bildades 1998 då IFK Tumba Hockey slog samman sin seniorhockey med Botkyrka IF till Tumba/Botkyrka Hockey Club (T/B Hockey). Botkyrka IF var i sin tur en sammanslagning av verksamheterna inom Grödinge SK och Norsborg IF. År 2000 bytte man till namnet Botkyrka Hockeyklubb.
Vid bildandet tog man över IFK Tumbas dåvarande plats i näst högsta serien, Division I, men utan att kunna kvalificera sig för den nya andradivisionen Allsvenskan. Våren 2002 var man i kvalserien till Allsvenskan Norra så nära som en enda sekund från att gå upp. Så lite återstod av bortamatchen mot Örnsköldsviks SK när motståndarna kvitterade Botkyrkas ledning och sedan vann på straffar, och i slutändan gick upp på bättre målskillnad.

## Säsonger
| Säsong                                                                    | Division           | Placering         | Vårserie                  | Playoff/Kval                                          |
| Tumba/Botkyrka IK                                                         | Tumba/Botkyrka IK  | Tumba/Botkyrka IK | Tumba/Botkyrka IK         | Tumba/Botkyrka IK                                     |
| ------------------------------------------------------------------------- | ------------------ | ----------------- | ------------------------- | ----------------------------------------------------- |
| 1998/1999                                                                 | Division I Östra   | 7                 | 6:a i fortsättningsserien | 4:a i kval till nya Allsvenskan                       |
| 1999/2000                                                                 | Division 1 Östra B | 3                 | 5:a i Allettan Östra      |                                                       |
| 2000/2001                                                                 | Division 1 Östra B | 5                 | 1:a i fortsättningsserien | Utslagna av Huddinge IK i playoff                     |
| 2001/2002                                                                 | Division 1 Östra B | 1                 | 2:a i Allettan Östra      | 1:a i Förkval Östra 3:a i kvalserien till Allsvenskan |
| Botkyrka HC                                                               |                    |                   |                           |                                                       |
| 2002/2003                                                                 | Division 1 Östra B | 1                 | 2:a i Allettan Östra      | 1:a i Förkval Östra 4:a i kvalserien till Allsvenskan |
| 2003/2004                                                                 | Division 1 Östra   | 2                 | 2:a i Förkval Östra       | 5:a i kvalserien till Allsvenskan                     |
| 2004/2005                                                                 | Division 1 Östra   | 5                 |                           |                                                       |
| 2005/2006                                                                 | Division 1D        | 7                 |                           |                                                       |
| 2006/2007                                                                 | Division 1D        | 9                 | 4:a i vårserien           |                                                       |
| 2007/2008                                                                 | Division 1D        | 5                 | 2:a i vårserien           |                                                       |
| 2008/2009                                                                 | Division 1D        | 5                 | 1:a i vårserien           | Utslagna av Borlänge HF i playoff                     |
| 2009/2010                                                                 | Division 1D        | 5                 | 4:a i vårserien           |                                                       |
| 2010/2011                                                                 | Division 1D        | 7                 | 5:a i fortsättningsserien | 3:a i kvalserien, nerflyttade                         |
| 2010/2011 spelade man i Division 2.                                       |                    |                   |                           |                                                       |
| 2012/2013                                                                 | Division 1D        | 9                 | 3:a i fortsättningsserien |                                                       |
| Samarbetet upphör och platsen i Division 1 övergår till IFK Tumba Hockey. |                    |                   |                           |                                                       |